# Bradly Sinden
Bradly Sinden (Doncaster, 19 de setembro de 1998) é um taekwondista britânico, medalhista olímpico.

## Carreira
Sinden conquistou a medalha de prata nos Jogos Olímpicos de Verão de 2020 em Tóquio, após confronto na final contra o uzbeque Ulugbek Rashitov na categoria até 68 kg. Ele ganhou o ouro no Campeonato Mundial de Taekwondo de 2019, tornando-se o primeiro campeão britânico.
Em 2022, obteve a prata no Mundial em Guadalajara depois de perder para Kwon Do-yun por 5–4 e 10–7 na decisão. Em 2023, foi campeão do mundo pela segunda vez, derrotando Jin Ho-jun por 3–2 e 16–9 na final em Bacu.